# Џафар Нумејри
Џафар Мухамед ел Нумејри (Омдурман, 1. јануар 1930 — Картум, 30. мај 2009) био је политичар и председник Судана од 1969. до 1985. године. На власт је дошао државним ударом којим је свргао тадашњег председника Абдуа. Са власти је оборен државним ударом 1985, када је власт преузео министар одбране и командант армије, генерал Абдел Рахман Суер ал Дахаб.

## Биографија
Рођен је 1930. године у Омдурману, држава Картум. Завршио је престижну средњу школу Хантуб. Године 1948, учествовао је у протесту против британске колонијалне власти у Судану, због чега је био привремено удаљен из школе. Дипломирао је 1952. на Суданској војној академији. Током школовања је прихватио идеје египатског вође Насера. Године 1966. је дипломирао на Универзитету Стожера војске САД у Форт Левенворту, Канзас.

### Председник
Нумејри је заједно са још четири официра суданске војске срушио с власти цивилну владу Исмаила ел Азхарија. Себе је поставио на место вође Револуционарног већа, те покренуо национализацију банака и индустрије и неке аспекте аграрне реформе у Судану. Утицај на његове реформе имале су идеје социјализма и панарабизма.
Године 1971. је изабран за председника, са 98,6% бирачких гласова. Након тога је укинуо Револуционарно веће, основао владајућу Суданску социјалистичку унију, једину дозвољену странку у Судану. Окончао је Први судански грађански рат 1971. потписивањем мировног споразума у Адис Абеби, након чега је немуслимански Јужни Судан добио аутономију. У новом уставу из 1973. Судан је проглашен демократском социјалистичком државом, а председник је добио веће овласти.
Упркос просоцијалистичким реформама и уређењу државе, одржавао је добре односе са Западом, поједине банке вратио у приватно власништво и подстицао страна улагања у Судан. Повод за захлађење односа са Совјетским Савезом био је покушај суданских комуниста да изврше државни удар 1971. и поновно 1975. године. Нумејри је 1977. покренуо процес националног помирења, па је припадницима опозиције дозволио одређено учешће у политичком животу.
Почетак другог председничког мандата облележила је Нумејријева подршка Анвару ел Садату након потписивања споразума у Кемп Дејвиду (тада је већина муслиманских држава прекинула односе с Египтом). Након атентата на Садата, присуствовао је његовој сахрани 1981. године. Од исте је године у сопственој политици направио радикалан заокрет под уитцајем опозиције, окренувши се исламизму и склопивши савез с Муслиманским братством. Наметнуо је шеријат 1983. и укинуо аутономију Јужног Судана, након чега је избио Други судански грађански рат.

### Пад с власти
Почетак његовог пада обележила је наредба да се смакне контроверзан, али мирољубив политички дисидент Махмуд Мохамед Таха. Док је Нумејри 6. априла 1985. био у посети САД-у, у нади да ће добити финансијску помоћ, генерал Абдел Рахман Свар ел Дахаб извршио је бескрвни пуч. Нумејри је након тога боравио у егзилу у Египту.
Повратак у Судан дозвољен му је у мају 1999. године, када га је дочекала одушевљена гомила народа. Наредних је година излазио на изборе са својом новом странком (Савез народних радних маса), али је пролазио с лошим резултатима. Његова се странка 2005. ујединила с владајућом Странком националног конгреса.
Умро је природном смрћу 30. маја 2009. године у Картуму. Његовом спроводу присуствовало је неколико десетака хиљада људи.